# Bahnhof München-Giesing
Der Bahnhof München-Giesing (umgangssprachlich meist Giesinger Bahnhof genannt) ist ein Bahnhof im Stadtteil Obergiesing der bayerischen Landeshauptstadt München und eine Station der S- und U-Bahn München. Er befindet sich an der Bahnstrecke München Ost–Deisenhofen, der Bahnstrecke München-Giesing–Kreuzstraße, die etwa auf Höhe des Friedhofs am Perlacher Forst von der Strecke München Ost–Deisenhofen Richtung Osten abzweigt, und an der zweiten Stammstrecke der U-Bahn München. Der Bahnhof wird täglich von etwa 280 Zügen der S-Bahn München bedient. Betrieblich wird dieser Bahnhof als Teil des Bahnhofs München Ost geführt.

## Geschichte

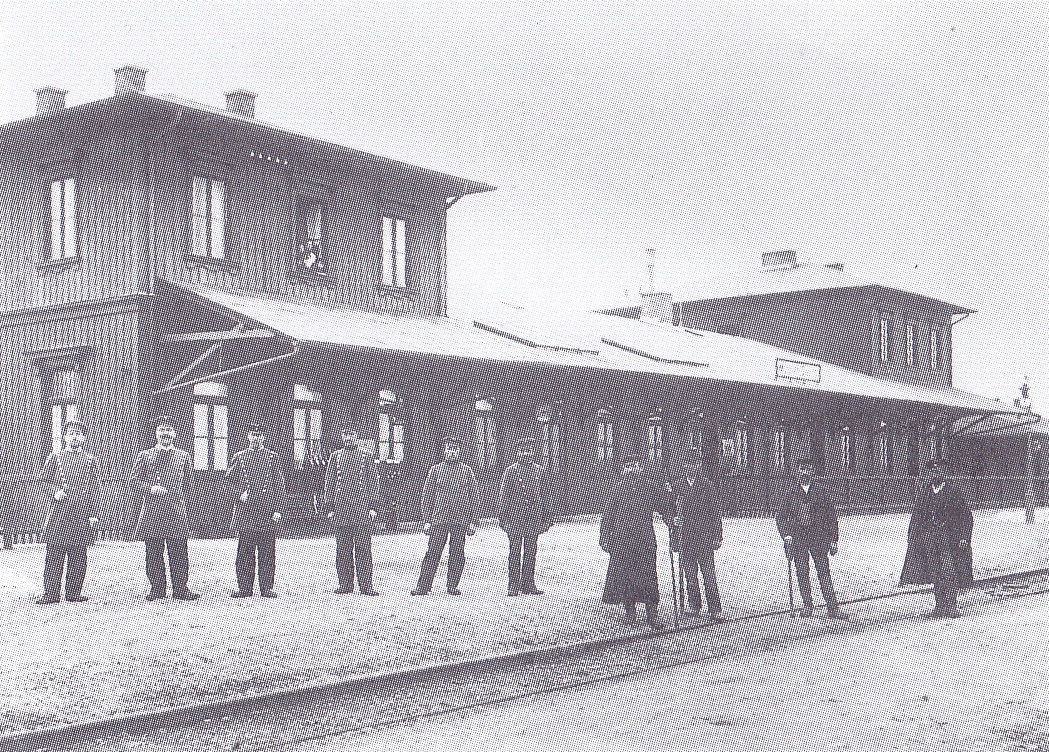
Empfangsgebäude um 1900

Der Bahnhof Giesing wurde am 10. Oktober 1898 an der neu entstandenen Bahnstrecke München Ost–Deisenhofen errichtet. Der Bahnhof war zu diesem Zeitpunkt etwas mehr als einen Kilometer vom damaligen Giesing entfernt und von Wiesen und Feldern umgeben. Zu dieser Zeit war die Gemeinde Giesing schon seit 1854 in das Stadtgebiet eingegliedert. Am 26. Januar 1901 erhielt der Bahnhof den Namen München-Giesing. 1904 wurde eine weitere Bahnstrecke über Perlach nach Kreuzstraße gebaut, welche vom Ostbahnhof durch den Giesinger Bahnhof verlief und am Friedhof am Perlacher Forst die bereits bestehende Strecke München Ost–Deisenhofen mit einer Abzweigung Richtung Osten verlässt.
Ab 1912 stand angrenzend an den Bahnhof ein Betriebshof der Straßenbahn, welcher bis 1972 benutzt und danach stillgelegt und abgerissen wurde. Erst in den späten 1920er Jahren und in der Zeit des Nationalsozialismus wuchs Giesing bis an den Bahnhof heran und die Felder und Wiesen wurden entlang der Deisenhofener Straße, die Giesings Zentrum mit dem Bahnhof verband, mit großzügigen Wohnblöcken bebaut. Außerdem wurden die Strecken in dieser Zeit elektrifiziert. Am 28. Mai 1972 wurde der Bahnhof in das Netz der S-Bahn München integriert.

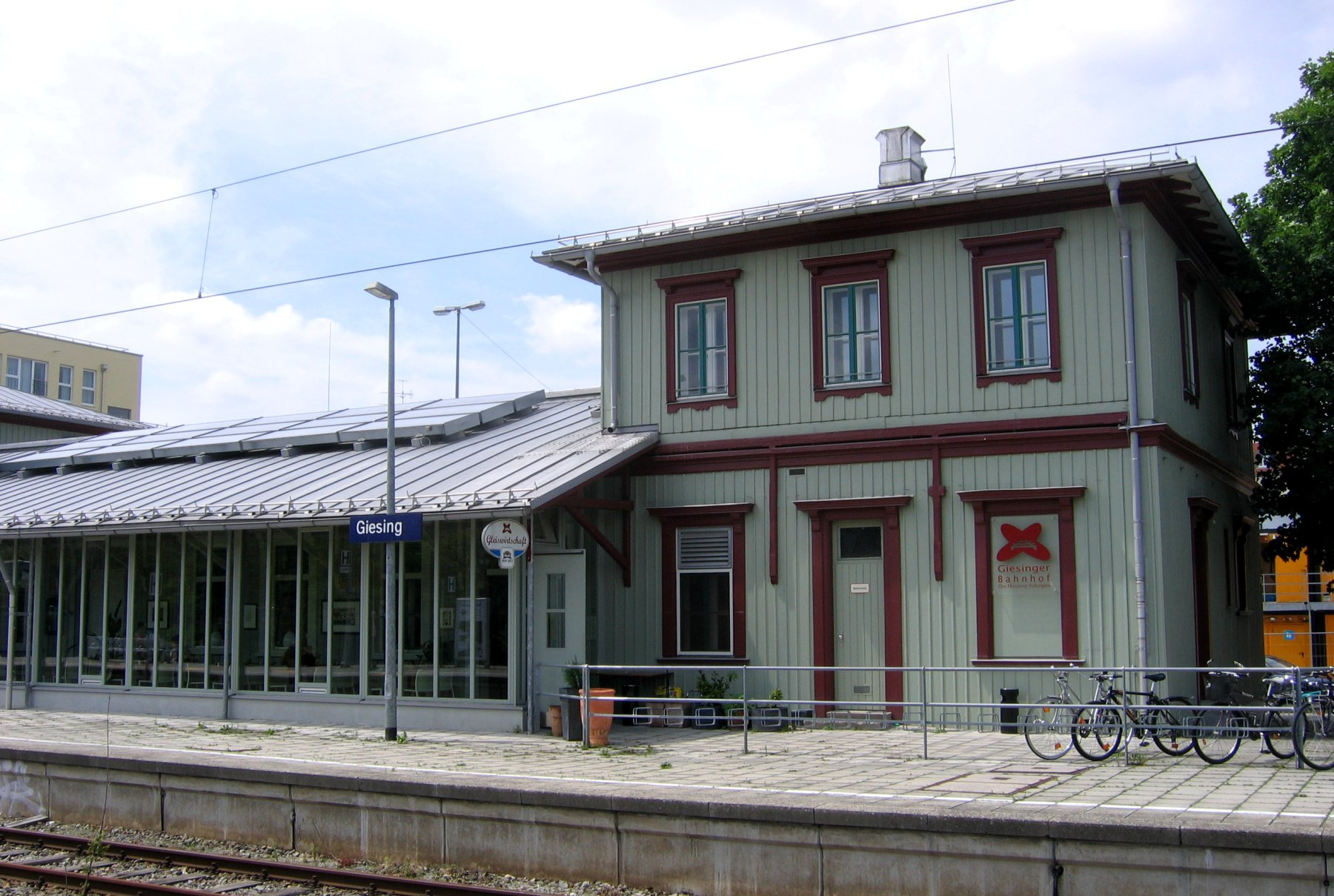
Giesinger Bahnhof

Seit 1985 steht das Bahnhofsgebäude als eines der letzten Vorstadtbahnhofsgebäude Münchens unter Denkmalschutz und wird seit 2004 als Stadtteilkulturzentrum Giesinger Bahnhof bzw. Gaststätte Die Gleiswirtschaft genutzt. Am 18. Oktober 1980 wurde die Stammstrecke 2 der U-Bahn München mit dem unter dem S-Bahnhof liegenden U-Bahnhof Giesing (Bahnhof) eröffnet. Der in den Bahnhofsvorplatz integrierte Busbahnhof wurde durch die Neugestaltung des Platzes und des anliegenden, sich an der Bahnstrecke entlangziehenden Areals vorübergehend auf die Straße verlegt. So entstanden bis Mitte 2009 am Giesinger Bahnhof ein Gesundheitszentrum und ein Seniorenheim, wobei allerdings der vorher vorhandene P+R-Parkplatz wegfiel. Seit 2010 befindet sich der Busbahnhof wieder auf dem Bahnhofsvorplatz.

## Aufbau

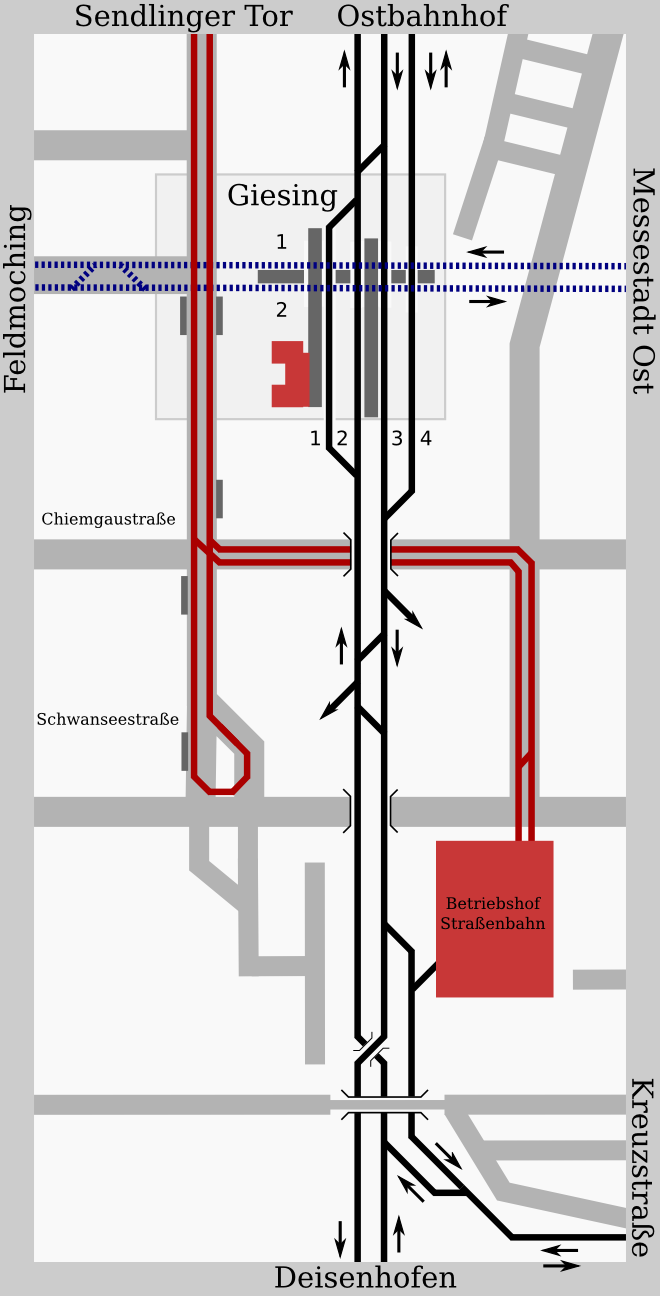
Gleisplan (Stand 2010)

### S-Bahnhof
Der S-Bahnhof besitzt vier Gleise, wovon eines ohne Bahnsteig für den Güterverkehr und zwei für den S-Bahn-Verkehr genutzt werden. Das vierte Gleis mit Bahnsteig dient als Ausweichgleis und wird gelegentlich für Sonderzüge genutzt. Eine Besonderheit des Bahnhofs ist, dass die Strecke zwischen dem Ostbahnhof und der Abzweigung am Friedhof am Perlacher Forst im Linksverkehr, und nicht wie bei der Deutschen Bahn üblich im Rechtsverkehr betrieben wird. Dies geschieht, da die S-Bahnen am Ostbahnhof ihre Fahrtrichtung wechseln, und so konfliktfreie Fahrten zwischen Zügen der Strecke nach Giesing und Zügen der Stammstrecke ermöglicht werden.
| Gleis | Länge in m | Höhe in cm | Nutzung                                                      |
| ----- | ---------- | ---------- | ------------------------------------------------------------ |
| 1     | 211        | 76         | Ausweichgleis                                                |
| 2     | 211        | 76         | S-Bahnen Richtung München Ost, Mammendorf und Wolfratshausen |
| 3     | 211        | 76         | S-Bahnen Richtung Holzkirchen und Kreuzstraße                |

### U-Bahnhof

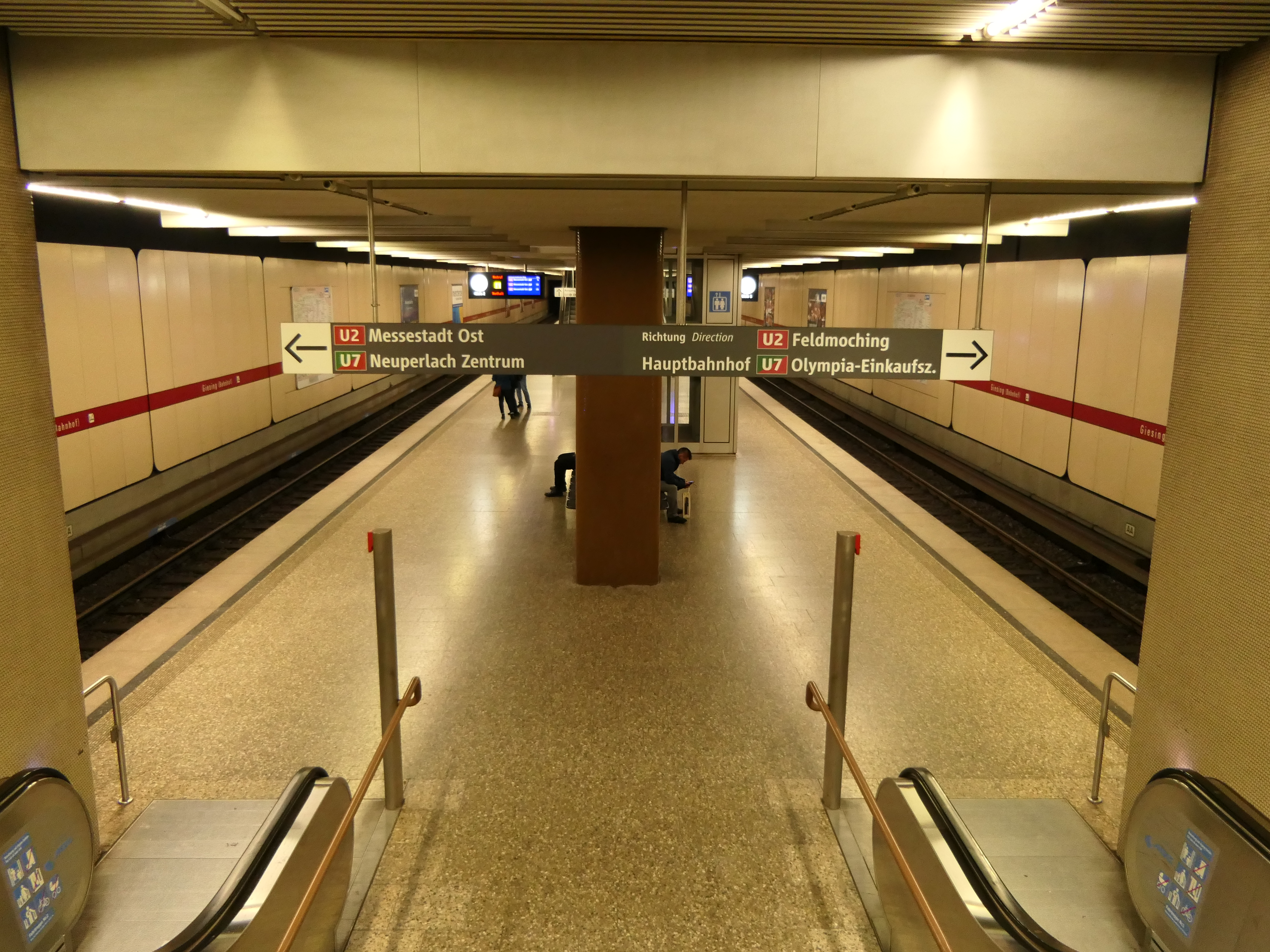
Blick auf die Bahnsteigebene des U-Bahnhofs

Der U-Bahnhof ist ähnlich wie alle anderen 1980 eröffneten U-Bahnhöfe an der U2 gestaltet, als Besonderheit existieren jedoch Durchbrüche zum Sperrengeschoss in der Bahnsteigdecke. Die Hintergleiswände sind mit großen, vertikal angeordneten Wandpaneelen verkleidet, die in Beige gehalten sind. Der Boden ist mit Isarkiesel-Kunststeinen ausgelegt und die mit zwei (ehemals vier) durchgehenden Lichtbändern ausgestattete Decke ist mit Aluminium-Lamellen verblendet. Aufgänge zum Sperrengeschoss existieren an beiden Enden sowie in der Mitte des auf gesamter Länge geraden Bahnsteigs. Der nachträglich eingebaute Aufzug verbindet den S-Bahnsteig über das Sperrengeschoss direkt mit dem U-Bahnsteig, außerdem führt ein weiterer Aufzug vom Sperrengeschoss auf den Bahnhofsvorplatz. Das Sperrengeschoss erstreckt sich auf der gesamten Länge des U-Bahnhofs, was in München eher ungewöhnlich ist. Grund dafür sind die weit auseinanderliegenden Zugänge sowie die Unterquerung der S-Bahn-Trasse.

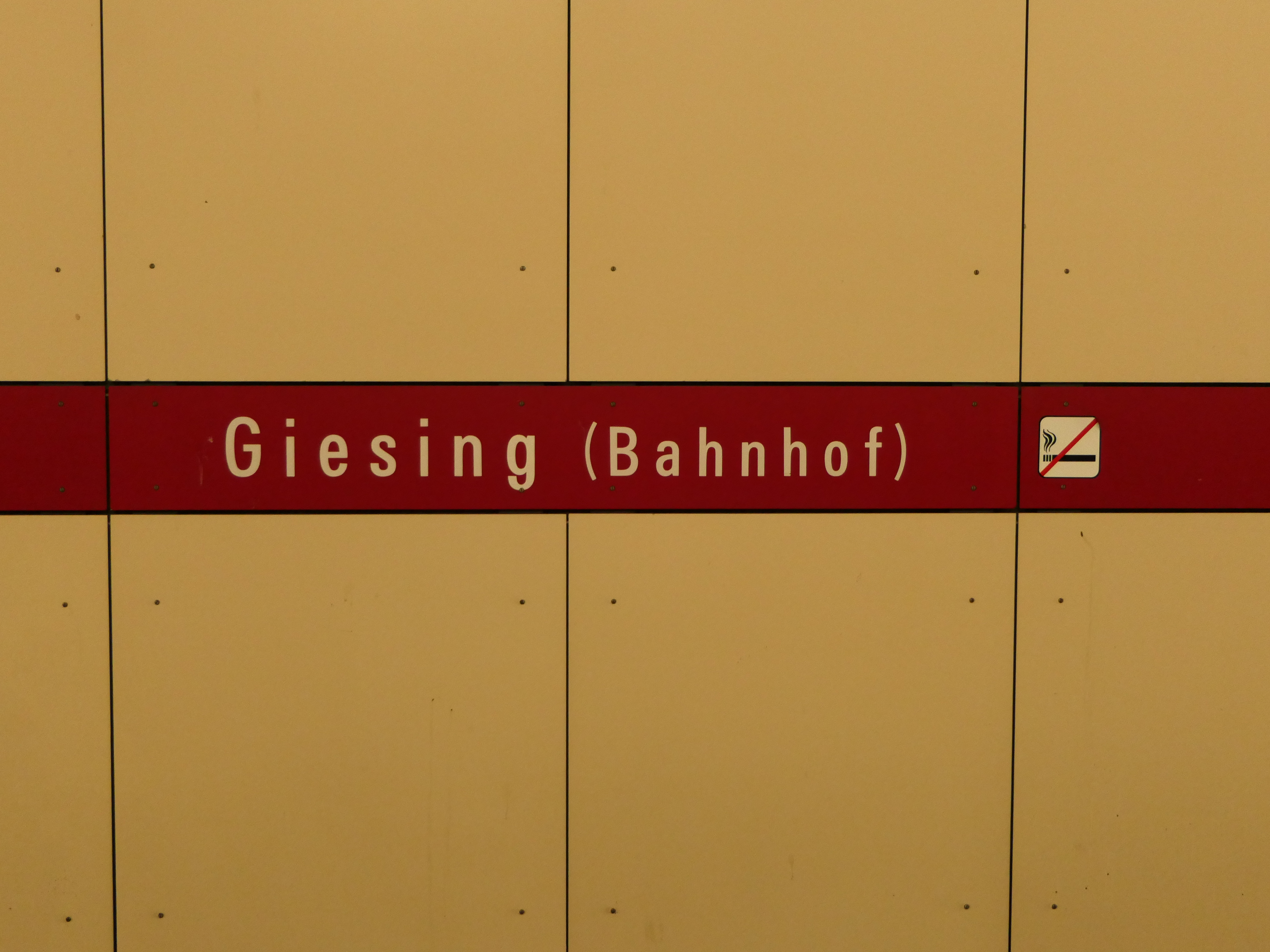
Stationsname an den Hintergleiswänden
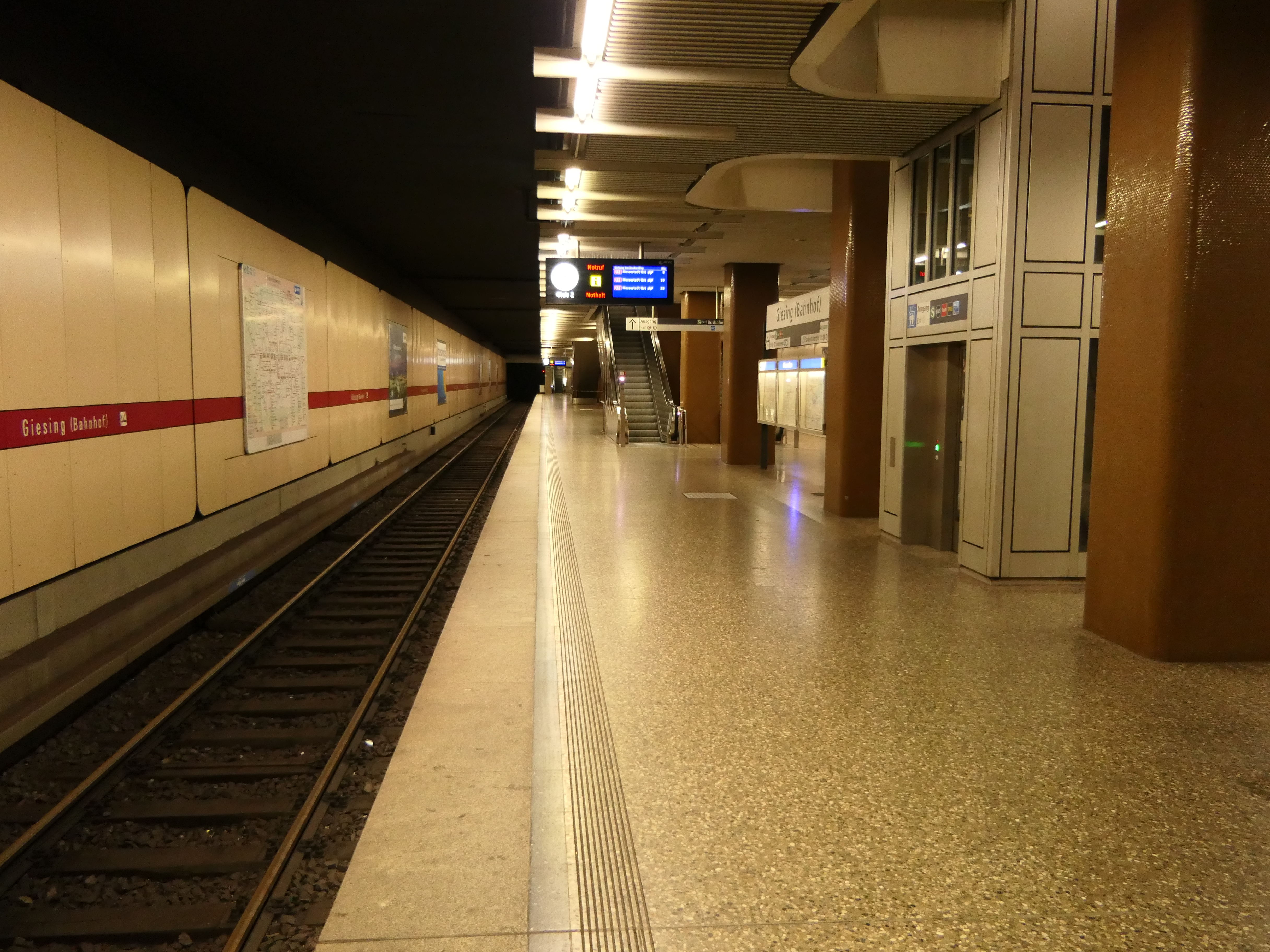
Bahnsteigebene (Gleis 2)
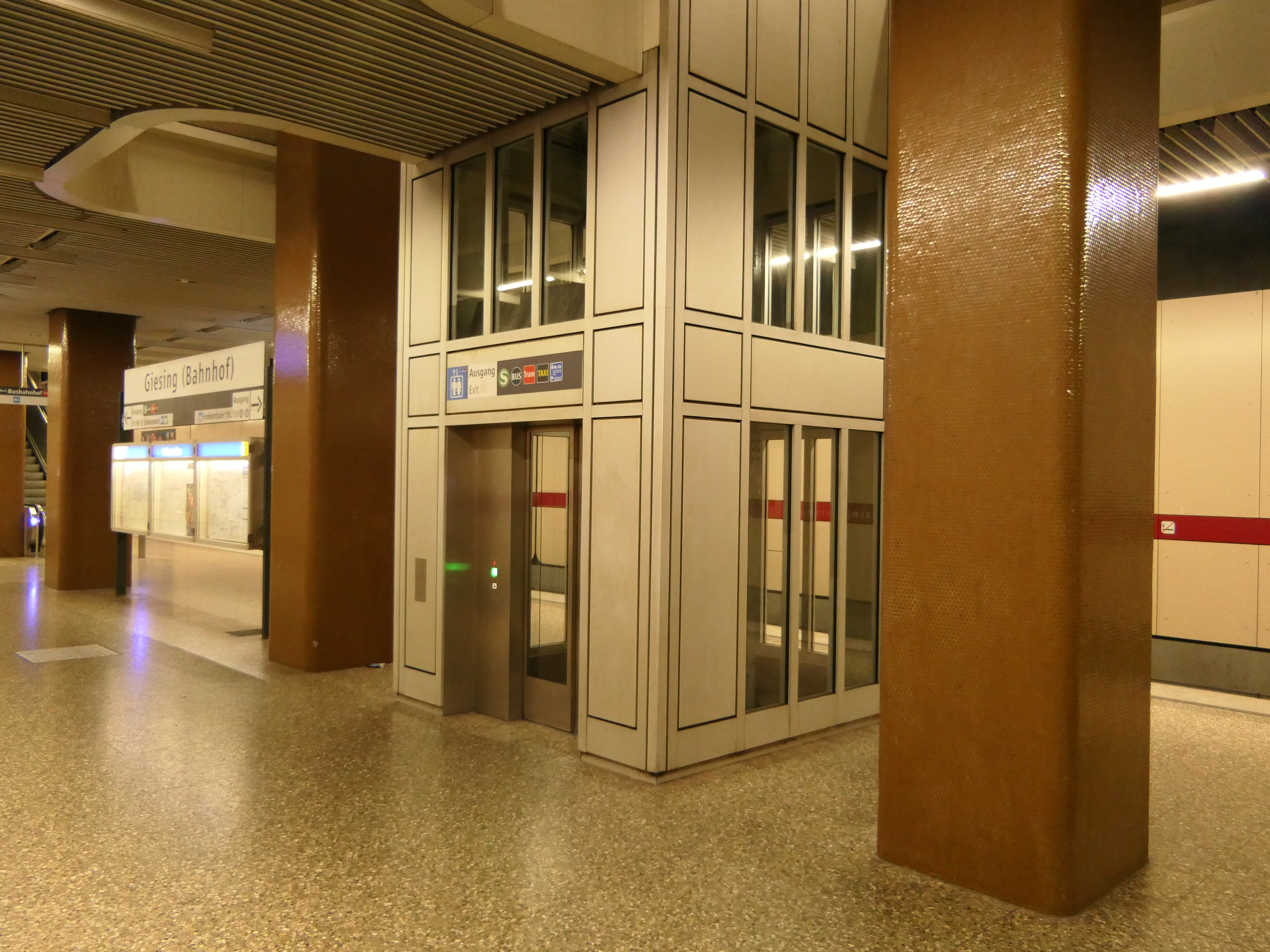
Aufzug auf der Bahnsteigebene
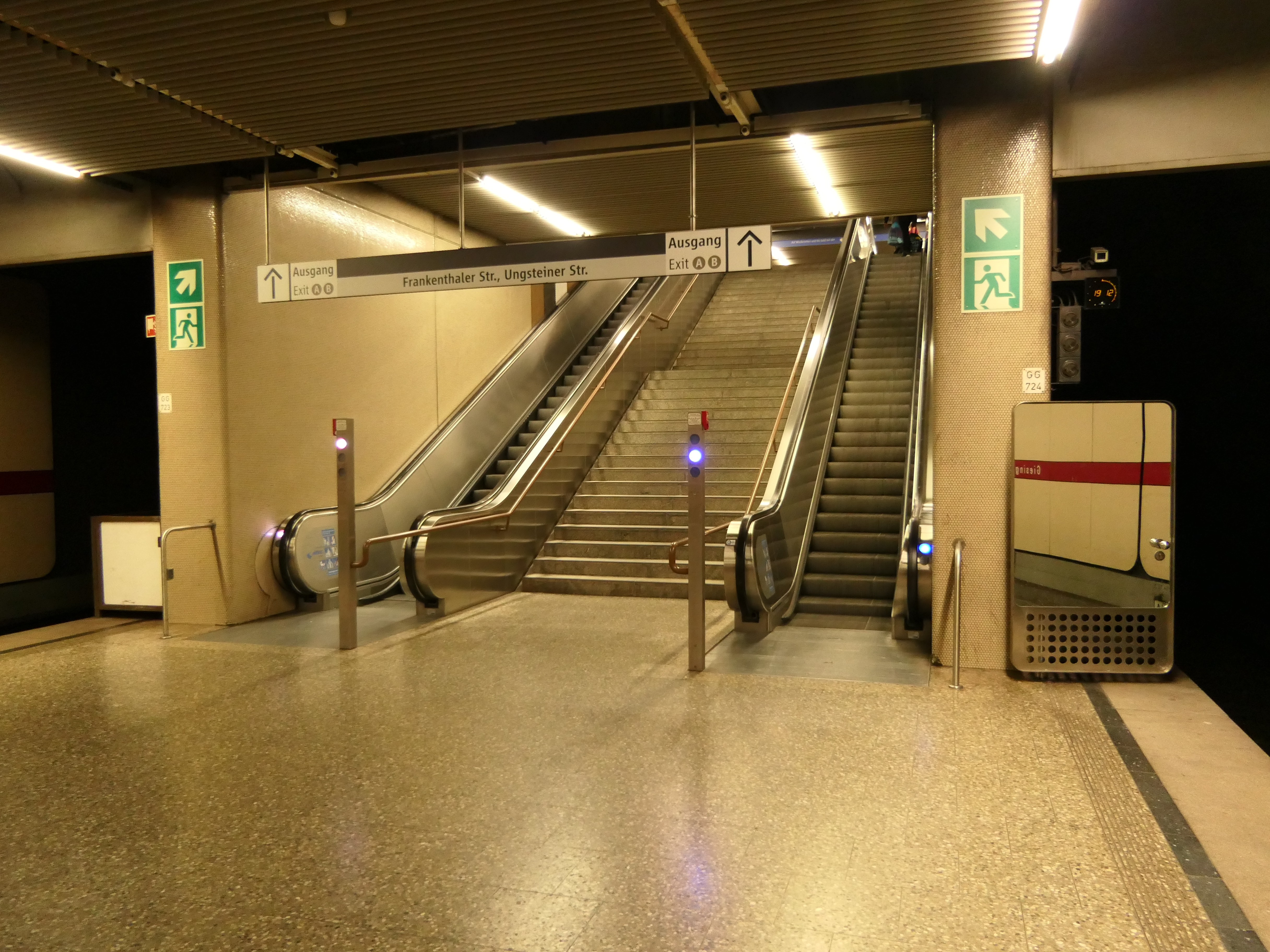
Aufgang von der Bahnsteigebene zur Verteilerebene
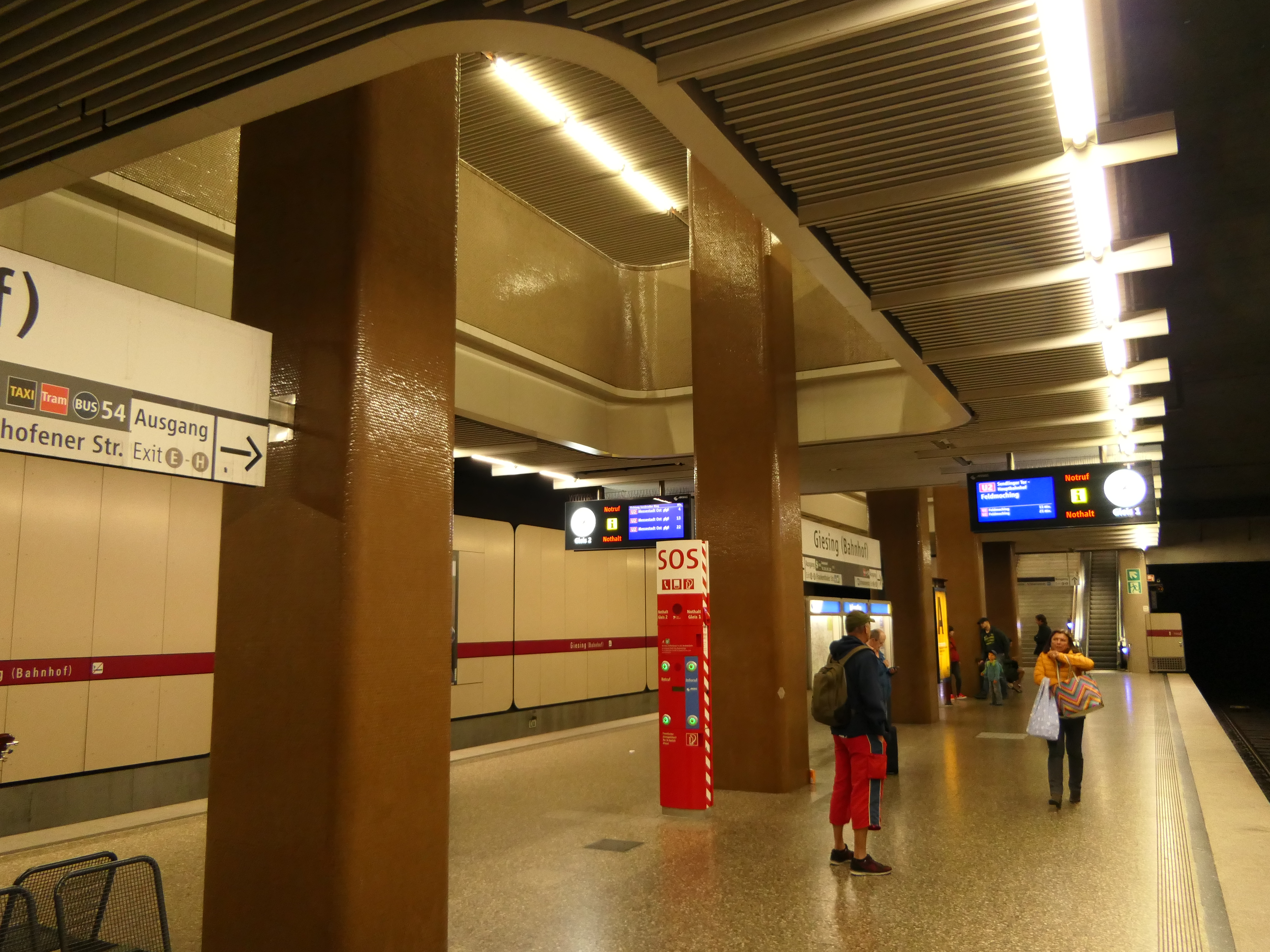
Einer der Durchbrüche zwischen Bahnsteigebene und Verteilerebene
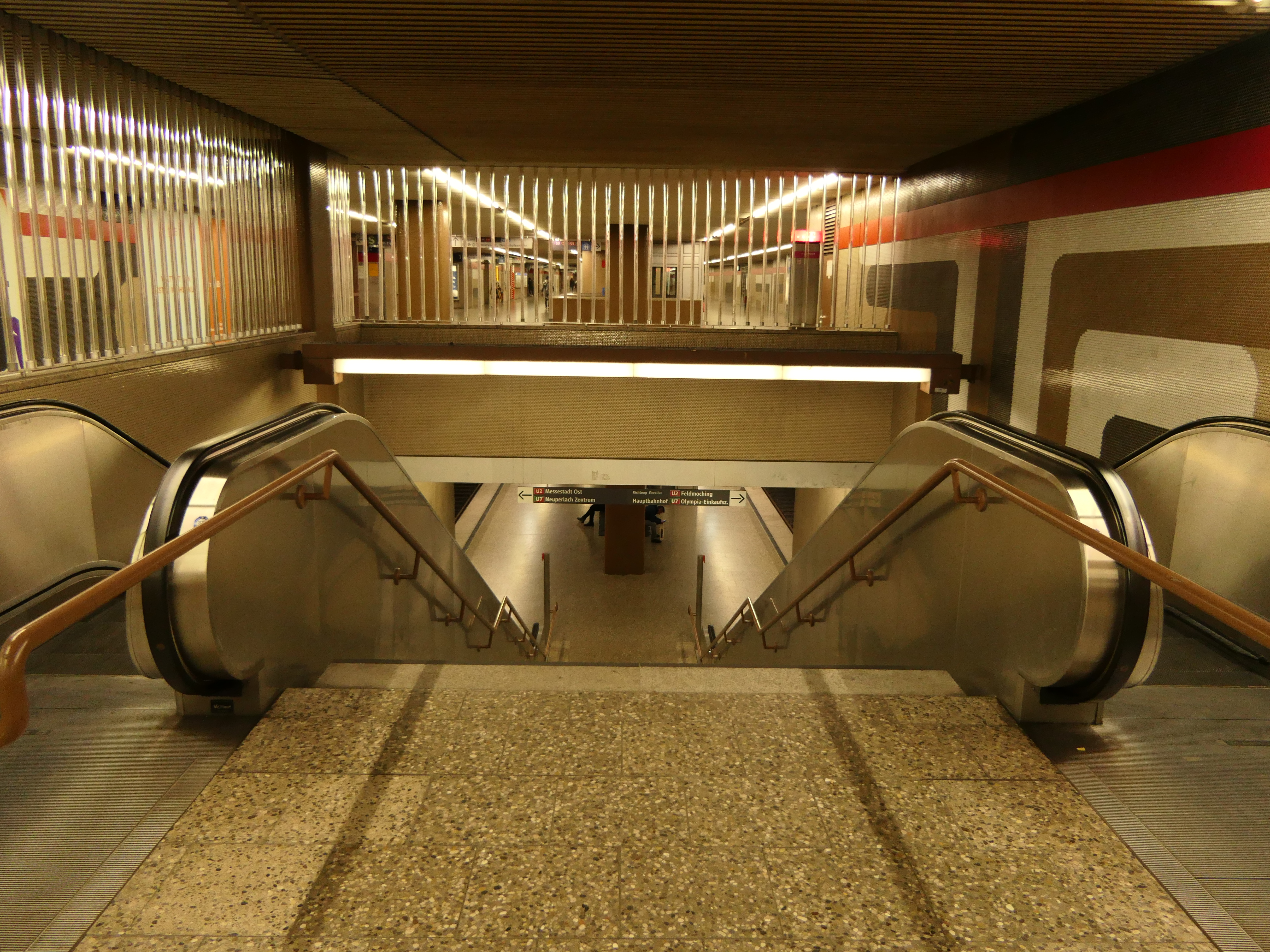
Verteilerebene mit Abgang zur Bahnsteigebene
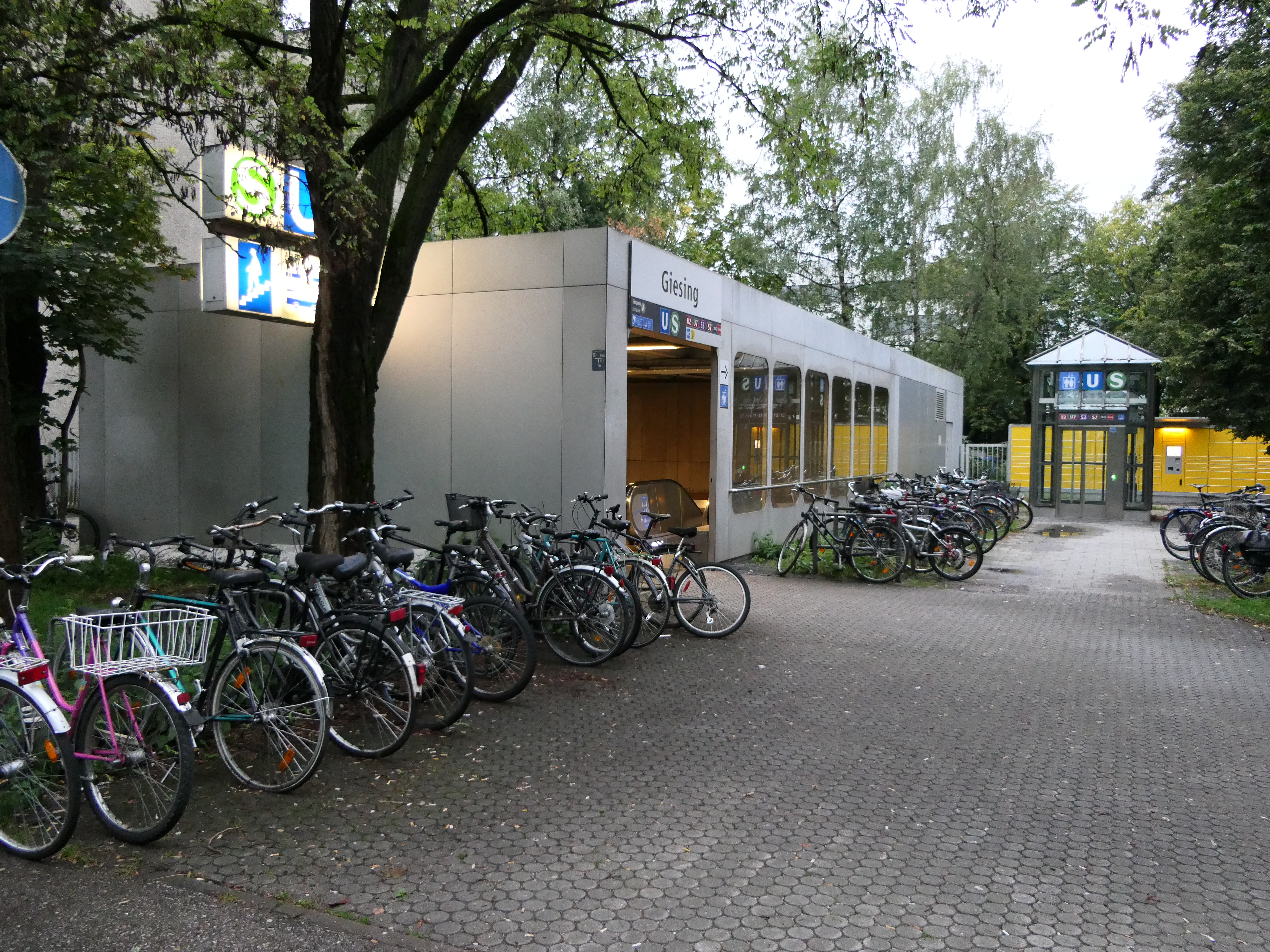
Zugang an der Oberfläche

## Verkehr
Der Bahnhof wurde mit dem 1980 eröffneten U-Bahnhof zentraler Knotenpunkt des öffentlichen Personennahverkehrs in Giesing. In ihm treffen sich die S-Bahn-Linien S3 und S5, die U-Bahn-Linien U2 und U7 sowie die Metro-Bus-Linie 54 und die Straßenbahnlinie 18. Die seit dem 12. Dezember 2011 existierende Verstärkungslinie U7 fährt nur in der Hauptverkehrszeit. In den Bahnhofsvorplatz ist ein Busbahnhof integriert, auf dem die Münchner Metrobuslinien 59 und Verstärkerfahrten der Linie 153, die Stadtbuslinie 139 sowie die Regionalbuslinie 220 halten. Bis zum 11. Dezember 2022 hielt am Vorplatz ebenfalls die Stadtbuslinie 147, die zum Fahrplanwechsel durch zusätzliche Fahrten der Regionalbuslinie 220 entfallen ist.
| Linie | Strecke | Taktfrequenz                                                         |
| ----- | --- | -------------------------------------------------------------------- |
| S3    | Mammendorf – Malching – Maisach – Gernlinden – Esting – Olching – Gröbenzell – Lochhausen – Langwied – Pasing – Laim – Hirschgarten – Donnersbergerbrücke – Hackerbrücke – Hauptbahnhof – Karlsplatz (Stachus) – Marienplatz – Isartor – Rosenheimer Platz – Ostbahnhof – St.-Martin-Straße – Giesing – Fasangarten – Fasanenpark – Unterhaching – Taufkirchen – Furth – Deisenhofen – Sauerlach – Otterfing – Holzkirchen | 20-Minuten-Takt; in der HVZ 10-Minuten-Takt                          |
| S5    | Kreuzstraße – Großhelfendorf – Peiß – Aying – Dürrnhaar – Höhenkirchen-Siegertsbrunn – Wächterhof – Hohenbrunn – Ottobrunn – Neubiberg – Neuperlach Süd – Perlach – Giesing – St.-Martin-Straße – Ostbahnhof – Rosenheimer Platz – Isartor – Marienplatz – Karlsplatz (Stachus) – Hauptbahnhof – Hackerbrücke – Donnersbergerbrücke – Hirschgarten – Laim – Pasing (– Westkreuz – Neuaubing – Freiham – Harthaus – Germering-Unterpfaffenhofen – Geisenbrunn – Gilching-Argelsried – Neugilching – Weßling) | 20-Minuten-Takt                                                      |
| U2    | Feldmoching – (1065 m) – Hasenbergl – (631 m) – Dülferstraße – (1112 m) – Harthof – (962 m) – Am Hart – (1010 m) – Frankfurter Ring – (657 m) – Milbertshofen – (1094 m) – Scheidplatz – (1103 m) – Hohenzollernplatz – (756 m) – Josephsplatz – (513 m) – Theresienstraße – (730 m) – Königsplatz – (583 m) – Hauptbahnhof – (905 m) – Sendlinger Tor – (746 m) – Fraunhoferstraße – (1116 m) – Kolumbusplatz – (711 m) – Silberhornstraße – (553 m) – Untersbergstraße – (654 m) – Giesing – (1280 m) – Karl-Preis-Platz – (868 m) – Innsbrucker Ring – (1576 m) – Josephsburg – (978 m) – Kreillerstraße – (1207 m) – Trudering – (959 m) – Moosfeld – (1683 m) – Messestadt West – (925 m) – Messestadt Ost | Werktags (Mo–Fr): 5-Minuten-Takt Sa, So & Feiertags: 10-Minuten-Takt |
| U7    | Olympia-Einkaufszentrum – (625 m) – Georg-Brauchle-Ring – (788 m) – Westfriedhof – (830 m) – Gern – (1007 m) – Rotkreuzplatz – (1102 m) – Maillingerstraße – (878 m) – Stiglmaierplatz – (1071 m) – Hauptbahnhof – (905 m) – Sendlinger Tor – (746 m) – Fraunhoferstraße – (1116 m) – Kolumbusplatz – (711 m) – Silberhornstraße – (553 m) – Untersbergstraße – (654 m) – Giesing – (1280 m) – Karl-Preis-Platz – (868 m) – Innsbrucker Ring – (982 m) – Michaelibad – (1708 m) – Quiddestraße – (778 m) – Neuperlach Zentrum | 10-Minuten-Takt (nur HVZ)                                            |
| U8    | nur samstags: Olympiazentrum – (944 m) – Petuelring – (832 m) – Scheidplatz – (1103 m) – Hohenzollernplatz – (756 m) – Josephsplatz – (513 m) – Theresienstraße – (730 m) – Königsplatz – (583 m) – Hauptbahnhof – (905 m) – Sendlinger Tor – (746 m) – Fraunhoferstraße – (1116 m) – Kolumbusplatz – (711 m) – Silberhornstraße – (553 m) – Untersbergstraße – (654 m) – Giesing – (1280 m) – Karl-Preis-Platz – (868 m) – Innsbrucker Ring – (982 m) – Michaelibad – (1708 m) – Quiddestraße – (778 m) – Neuperlach Zentrum | 10-Minuten-Takt                                                      |